# 薩盧姆獸屬
萨洛米亚兽 是一个灭绝的长鼻目属。它是长鼻目最古老的成员之一，生活在始新世的塞内加尔。它只有一颗臼齿的咀嚼面凹凸不平，这表明它可能与始祖象密切相关。

## 描述
该属仅从部分上部10.7毫米长，12.3毫米宽，缺少后部的磨牙得知；它的臼齿小于始祖象的臼齿，但大于古兽象和磷灰兽的臼齿。这颗牙齿是低冠的，比始祖象的牙齿更清晰。咀嚼面有四个牙尖。然而，它们的尖端显然在石化之前就被折断了。四个尖头各形成两对，垂直于牙齿的纵轴排列，使其具有早期长鼻肌的双唇结构特征。前对尖点（副锥体和原锥体）没有额外的脊。两个尖的底部相互连接，一个侧尖形成一个副圆锥。后一对尖头（后尖头和下尖头）受损，但下尖头最初相对居中，非常大，其尺寸与原锥相似。其向内移动的位置不同于始祖象下胚轴的边缘位置。第二对牙尖上没有跖骨。将牙齿分成两半的中央纵槽仅发育微弱。舌侧存在发育良好的扣带回。扣带回的存在和位置区分了萨洛米亚兽和始祖象。在舌头和面颊两侧，扣带合并成一条剪切边。珐琅质作为一个整体是厚和磨损严重的槽.

## 发现和命名
萨洛米亚兽属的唯一标本是在塞内加尔中西部考拉克市北部M'Bodione Dadere村附近的Lam-Lam地层发现的。该地区的景观相对平坦，并与萨鲁姆河交叉。该地区有几米厚的第四纪砂土。通常通过井身和钻孔进入化石露头。Lam Lam地层由富含软体动物和海胆的石灰岩组成，与粘土石灰岩和泥灰岩交替。石灰岩中含有各种有孔虫，其中，“Globigerinatheca”、Cassigerinelloita”和“Pseudohastigerina”是大约4400万年前卢特提亚人的典型特征。来自Lam-Lam地层的其他脊椎动物大多为鳐鳍鱼类。 上覆的Taïba地层含有古鲸的残骸。
它的名称源自萨鲁姆河。这个特殊的称呼是为了纪念地质学家Alexandre Gorodiski，他在1952年的测绘工作中发现了这颗牙齿。一年后，Gorodiski与RenéLavocat共同公布了这一发现，并将其描述为始祖象的一个物种

## 延伸閲讀
- Emmanuel Gheerbrant, Baadi Bouya and Mbarek Amaghzaz: Dental and cranial anatomy of Eritherium azzouzorum from the Paleocene of Morocco, earliest known proboscidean material. Palaeontographica, Abteilung A 297 (5/6), 2012, S. 151–183.
- Jeheskel Shoshani and Pascal Tassy: Advances in proboscidean taxonomy & classification, anatomy & physiology, and ecology & behavior. Quaternary International 126–128, 2005, S. 5–20
- Emmanuel Gheerbrant: Paleocene emergence of elephant relatives and the rapid radiation of African ungulates. PNAS 106 (6), 2009, S. 10717–10721.
- Jeheskel Shoshani, W. J. Sanders and Pascal Tassy: Elephants and other Proboscideans: a summary of recent findings and new taxonomic suggestions. In: G. Cavarretta et al. (Hrsg.): The World of Elephants – International Congress. Consiglio Nazionale delle Ricerche. Rom, 2001, S. 676–679